# تومي غاريت
تومي غاريت (بالإنجليزية: Tommy Garrett)‏ (28 فبراير 1926 في المملكة المتحدة - 16 أبريل 2006 في المملكة المتحدة) هو لاعب كرة قدم بريطاني (وحمل سابقاً جنسية المملكة المتحدة لبريطانيا العظمى وأيرلندا) في مركز الدفاع. شارك مع منتخب إنجلترا لكرة القدم. أما مع النوادي، فقد لعب مع نادي بلاكبول ونادي ميلوول وويغان أتلتيك وفليتوود تاون.

## وصلات خارجية
- تومي غاريت على موقع قاعدة بيانات كرة القدم.إي يو (الإنجليزية)
- تومي غاريت على موقع ناشيونال فوتبول تيمز (الإنجليزية)